# Trostniki (Kaliningrad, Prawdinsk)
Trostniki (russisch Тростники, deutsch Schakenhof) ist ein Ort in der russischen Oblast Kaliningrad (Gebiet Königsberg (Preußen)). Er liegt im Rajon Prawdinsk (Kreis Friedland (Ostpr.)) und gehört zur Prawdinskoje gorodskoje posselenije (Stadtgemeinde Prawdinsk (Friedland (Ostpr.))).

## Geographische Lage
Trostniki liegt zwischen der jetzigen Rajonshauptstadt Prawdinsk (Friedland (Ostpr.)) und der ehemaligen Kreisstadt Schelesnodoroschny (Gerdauen) südlich der russischen Fernstraße A 196 (ehemalige deutsche Reichsstraße 131).
Bis 1945 war das frühere Schakenhof Bahnstation an der Bahnstrecke von Königsberg (Preußen) (Kaliningrad) über Löwenhagen (Komsomolsk) nach Angerburg (Węgorzewo). Heute besteht kein Bahnanschluss mehr.

## Geschichte
Das ehedem so genannte Schakenhof wurde wohl von Samuel Ernst Schach von Wittenau (1760–1828) auf Friedenberger Land gegründet und im 19. Jahrhundert zu einem Hauptgut gemacht. 1830 erwarb der Leutnant Friedrich Wilhelm Rost das Gut und 1853 Eduard Carl von Gustedt aus Halberstadt. Dieser erweiterte es auf 1500 Hektar. Sein Sohn Rudolf von Gustedt ließ 1877 das Gutshaus umbauen.
Am 9. April 1874 wurde Schakenhof Amtsdorf und damit namensgebender Ort für den neu errichteten Amtsbezirk Schakenhof. Er gehörte bis 1945 zum Landkreis Gerdauen im Regierungsbezirk Königsberg der preußischen Provinz Ostpreußen. Am 7. Juli 1882 wurde aus dem zu Schakenhof gehörenden Vorwerk Sophienberg (russisch: Djatlowo) der neue Gutsbezirk Sophienberg gebildet. 1910 zählte Schakenhof insgesamt 486 Einwohner.
Im Jahre 1909 erwarb Lothar von Kalckstein (1876–1952) Schakenhof mit Friedenberg und schaffte einen bemerkenswerten ökonomischen Aufschwung. Im Ersten Weltkrieg jedoch wurde Schakenhof erheblich beschädigt, das Gutshaus brannte nieder. 1922 tauschte von Kalckstein das Restgut Schakenhof mit 493 Hektar gegen die Standesherrschaft Schloss Halbau (heute polnisch: Iłowa) in der Oberlausitz.
In den Jahren 1917 bis 1924 fand mehrfach ein Gebietsaustausch zwischen Schakenhof und den Nachbarorten statt. Am 30. September 1928 schließlich schlossen sich die Landgemeinde Rosenberg (russisch: Sopkino) und die Gutsbezirke Schakenhof (teilweise) sowie Sophienberg (Djatlowo) zur neuen Landgemeinde Schakenhof zusammen. Die Einwohnerzahl stieg bis 1933 auf 680 und betrug 1939 noch 677. Letzter Gutsherr auf Schakenhof war bis 1945 der Niederländer Michiel Hoogendijk, der auch den Flüchtlingstreck für die Einwohner initiierte.
Infolge des Zweiten Weltkrieges kam das nördliche Ostpreußen und mit ihm Schakenhof zur Sowjetunion. 1947 erhielt der Ort den russischen Namen „Trostniki“.
Trostniki war bis zum Jahr 2009 innerhalb der seit 1991/92 russischen Oblast Kaliningrad in den Sewski sowjet (Dorfsowjet Sewskoje (Böttchersdorf)) eingegliedert und kam danach – aufgrund einer Struktur- und Verwaltungsreform – als „Siedlung“ (russisch: possjolok) eingestufte Ortschaft zur Prawdinskoje gorodskoje posselenije (Stadtgemeinde Prawdinsk (Friedland (Ostpr.))) im Rajon Prawdinsk.

### Amtsbezirk Schakenhof
Zwischen 1874 und 1945 war Schakenhof Sitz eines Amtsbezirks innerhalb des Landkreises Gerdauen. Die „Gründergemeinden“, die heute auf russischem wie auf polnischem Staatsgebiet liegen, waren:
| Name (bis 1945) | Name/Land (nach 1947) | Bemerkungen                                                                                       |
| --------------- | --------------------- | ------------------------------------------------------------------------------------------------- |
| Landgemeinden:  |                       |                                                                                                   |
| Friedenberg     | Dworkino/RUS          |                                                                                                   |
| Rädtkeim        | --                    | Aufgrund der Lage unmittelbar im Grenzgebiet Russland/Polen ist der Ort heute nicht mehr existent |
| Rosenberg       | Sopkino/RUS           | 1928 in die Landgemeinde Schakenhof eingegliedert                                                 |
| Gutsbezirke:    |                       |                                                                                                   |
| Mehleden        | Melejdy/PL            | 1928 in die Landgemeinde Rädtkeim eingegliedert                                                   |
| Schakenhof      | Trostniki/RUS         | 1928 in Landgemeinde umgewandelt                                                                  |

## Kirche
Vor 1945 war die überwiegende Mehrheit der Bevölkerung Schakenhofs evangelischer Konfession und gehörte zum Kirchspiel Friedenberg im Kirchenkreis Gerdauen (russisch: Schelesnodoroschny) innerhalb der Kirchenprovinz Ostpreußen der Kirche der Altpreußischen Union.
Heute liegt Trostniki im Einzugsbereich der in den 1990er Jahren neu gebildeten Gemeinde Prawdinsk, die zur Kirchenregion der Auferstehungskirchengemeinde in Kaliningrad (Königsberg) gehört. Sie ist in die ebenfalls neue Propstei Kaliningrad der Evangelisch-Lutherischen Kirche Europäisches Russland eingegliedert.